# Restrição à venda de antibióticos no Brasil
A restrição à venda de antibióticos no Brasil foi uma medida tomada em função do aparecimento recente de bactérias super-resistentes aos antibióticos, bem como do processo de seleção bacteriana que vem acontecendo há décadas. Agora se torna mais difícil comprar esses medicamentos e os médicos devem ser mais criteriosos para prescrevê-los. Essa medida entrou em vigor com a Resolução RDC 44, de 26 de outubro de 2010, da Agência Nacional de Vigilância Sanitária (Anvisa). Não são vendidos sem receita médica.

## Novas regras para a prescrição
São as seguintes as novas regras:
1. a prescrição médica deve ter duas via
2. o prazo de validade da prescrição é de dez dias;
3. a letra deve ser legível e não pode haver rasuras;
4. o nome científico ou o nome comercial da substância ativa deve ser escrito conforme a Denominação Comum Brasileira (DCB);
5. dosagem, forma farmacêutica (ex.:comprimidos, gotas), quantidade de caixas ou frascos e posologia devem ser claros;
6. nome do paciente;
7. nome e assinatura do médico;
8. número do CRM e CRO (médicos e dentistas)  e carimbo;
9. outros dados para identficar tanto o médico como quem compra o medicamento;
10. data, quantidade e número do lote do remédio no verso e sob responsabilidade da farmácia;
11. expressão "Venda sob prescrição médica - Só pode ser vendido com retenção da receita" na caixa ou no frasco;
12. data de emissão.

- Essas regras foram especificadas pela Anvisa e o prazo para adaptação do mercado era de 180 dias.

- O descumprimento leva a sanções civis, administrativas e penais[1].

## Reações da sociedade
Entidades do setor médico e farmacêutico discordaram da nova política e marcaram um manifesto para o dia 29 de novembro. Segundo o  presidente da Federação Brasileira das Redes Associativistas de Farmácias, Edison Tamascia, o SUS não possui condições de seguir essas normas. Ainda conforme essa linha de pensamento:
| “ | Como ficará a situação de uma criança ardendo em febre, devido a uma amigdalite ou infecção intestinal, e que mora numa cidadezinha distante, onde o médico só atende uma vez por semana? Ou, ainda, que reside num grande centro, onde a emergência do hospital está superlotada e o atendimento só poderá ser feito muito tempo depois? Uma infecção não pode esperar! | ” |

Segundo a Organização Mundial de Saúde, mais de 50 por cento dos antibióticos são prescritos de forma inadequada. Nos primeiros dias depois da resolução da Anvisa, as farmácias ainda não vendiam os antibióticos em duas vias. A Associação Brasileira de Comércio Farmacêutico pretendia ingressar com uma ação judicial para reverter a resolução, enquanto o presidente da Anvisa, Dirceu Raposo de Melo, questionou se a preocupação das farmácias seria a diminuição da venda de antibióticos. As entidades que protestaram afirmaram que existem outras formas de evitar a resistência bacteriana como higienização hospitalar e, no entanto, muitos hospitais sequer possuem comissões de controle de infecção hospitalar. Além disso, a restrição poderia criar um mercado paralelo de antibióticos
O Conselho Federal de Medicina apoiou as novas regras:
| “ | O uso indiscriminado de medicamentos dificulta qualquer tratamento e fortalece as bactérias. Não podemos deixar que interesses comerciais coloquem em dúvida uma iniciativa que tem como objetivo melhorar a saúde coletiva | ” |

Os conselhos regionais de Medicina pretendiam divulgar as novas regras entre médicos e instruí-los para que prescrevessem antibióticos com mais cautela a fim de evitar a resistência bacteriana. Cada CRM enviaria a seus inscritos um e-mail com um comunicado sobre as novas regras da Anvisa. Em Porto Velho, sete farmácias foram autuadas por descumprirem a legislação e poderiam ser multadas em valores de  R$ 2 mil a R$1,5 milhão.
Em 2 de dezembro, o presidente do Sindicato dos Proprietários das Farmácias de Mato Grosso do Sul, Nelson Fraide Nunes, discursou na Assembleia Legislativa contra a restrição de venda, repetindo o argumento de que o excesso de rigor iria prejudicar os pacientes mais pobres e que moram nas pequenas cidades. Ele pediu a intervenção dos parlamentares e do Judiciário. Os antibióticos são 20 por cento dos produtos comercialzados nas farmácias.
Em 13 de abril de 2011, a Anvisa suspendeu o prazo para que as farmácias registrassem a venda de antibióticos no Sistema Nacional de Gerenciamento de Produtos Controlados. A agência pretendia discutir melhor as regras mais rígidas. Além disso, discutia-se um projeto de lei que poderá permitir a venda de antibióticos sem prescrição médica, somente com orientação de farmacêutico lotado em farmácia. Seria uma medida para facilitar o acesso dos pacientes e válida para determinados medicamentos e como orientação inicial.

## Lista de antibióticos controlados
Estes são os antimicrobianos sujeitos ao controle:
| 1. Ácido clavulânico 2. Ácido fusídico 3. Ácido nalidíxico 4. Ácido oxolínico 5. Ácido pipemídico 6. Amicacina 7. Amoxicilina 8. Ampicilina 9. Axetilcefuroxima 10. Azitromicina 11. Aztreonam 12. Bacitracina 13. Brodimoprima 14. Capreomicina 15. Carbenicilina 16. Cefaclor 17. Cefadroxil 18. Cefalexina 19. Cefalotina 20. Cefazolina 21. Cefepima 22. Cefodizima 23. Cefoperazona 24. Cefotaxima 25. Cefoxitina 26. Cefpodoxima 27. Cefpiroma 28. Cefprozil 29. Ceftadizima 30. Ceftriaxona | 31. Cefuroxima 32. Ciprofloxacina 33. Claritromicina 34. Clindamicina 35. Clofazimina 36. Cloranfenicol 37. Cloxacilina 38. Daptomicina 39. Dapsona 40. Dicloxacilina 41. Difenilsulfona 42. Diidroestreptomicina 43. Diritromicina 44. Doripenem 45. Doxiciclina 46. Eritromicina 47. Ertapenem 48. Espectinomicina 49. Espiramicina 50. Estreptomicina 51. Etambutol 52. Etionamida 53. Fosfomicina 54. Ftalilsulfatiazol 55. Gatifloxacina 56. Gemifloxacino 57. Gentamicina 58. Imipenem 59. Isoniazida 60. Levofloxacina | 61. Linezolida 62. Limeciclina 63. Lincomicina 64. Lomefloxacina 65. Loracarbef 66. Mandelamina 67. Meropenem 68. Metampicilina 69. Metronidazol 70. Minociclina 71. Miocamicina 72. Moxifloxacino 73. Mupirocina 74. Neomicina 75. Netilmicina 76 Nitrofurantoína 77. Nitroxolina 78. Norfloxacina 79. Ofloxacina 80. Oxacilina 81. Oxitetraciclina 82. Pefloxacina 83. Penicilina G 84. Penicilina V 85. Piperacilina 86. Pirazinamida 87. Polimixina B 88. Pristinamicina 89. Protionamida 90. Retapamulina | 91. Rifamicina 92. Rifampicina 93. Rifapentina 94. Rosoxacina 95. Roxitromicina 96. Sulbactam 97. Sulfadiazina 98. Sulfadoxina 99. Sulfaguanidina 100. Sulfamerazina 101. Sulfanilamida 102. Sulfametizol 103. Sulfametoxazol 104. Sulfametoxipiridazina 105. Sulfametoxipirimidina 106. Sulfatiazol 107. Sultamicilina 108. Tazobactam 109. Teicoplanina 110. Telitromicina 111. Tetraciclina 112. Tianfenicol 113. Ticarcilina 114. Tigeciclina 115. Tirotricina 116. Tobramicina 117. Trimetoprima 118. Trovafloxacina 119. Vancomicina |

A lista original foi modificada em 2011. 